# Колбиха (Томская область)
Ко́лбиха — упразднённое село в Томском районе Томской области. На момент упразднения входило в состав Сухореченского сельсовета. Исключено из учётных данных в 1972 году.

## География
Село располагалось в истоке реки Колбиха (приток Малой Ушайки), у региональной автодороги «Семилужки — Сухоречье», в 8 км (по прямой) к северо-востоку от села Сухоречье.

## История
Основано в 1887 году как посёлок Князе-Михайловский, по названию реки имел и второе название: Колбиха. В 1899 году построена Михаило-Архангельская церковь. До революции входило в состав Семилужской волости Томского уезда Томской губернии. В 1921 году за селом окончательно было закреплено название Колбиха. В 1928 году оно  состояло из 59 хозяйств. В селе располагались школа 1-й ступени и изба-читальня. В административном отношении являлась центром Колбихинского сельсовета Томского района Томского округа Сибирского края.
С 1936 по 1963 годы в составе Туганского района. В 1953 году Колбихинский сельсовет ликвидирован, а село включено в состав Сухореченского сельсовета.
В 1930-е гг. в селе был организован колхоз «Сила большевика». С 1950-х годов являлось отделением колхоза «40 лет Октября»; с 1967 года отделение совхоза «Красное Знамя».
Упразднена в 1972 году.

## Население
По данным переписи 1926 года в селе проживало 287 человек (137 мужчин и 150 женщин), основное население — русские.